# 日本の悲劇 (1953年の映画)
『日本の悲劇』（にほんのひげき）は、1953年公開、松竹製作・配給の、日本映画である。

## 概要
望月優子が熱海の旅館の女中として働く戦争未亡人を演じ、社会派女優としての第一歩を踏み出した記念碑的作品。木下惠介監督にとっても、リアリズムやドキュメンタリー性を追求した挑戦的な作品となり、女子大学の学園紛争を描いた1954年の『女の園』や1958年『楢山節考』に向うステップとなった。第27回キネマ旬報ベスト・テン第6位。
オープニング・テーマ以外、本作のための劇伴を排し劇中の登場人物が弾くギター、三味線と登場人物が歌う歌のみが音楽として流れる。
また随所にニュース映画の映像を挿入するなど、1946年の亀井文夫の同名記録映画を意識したと思わせる部分もうかがわれる。

## あらすじ
熱海の旅館で働く戦争未亡人・春子の生き甲斐は、英語塾や医科大学に通わせている娘・歌子と息子・清一。春子は、時に闇屋をやり、時に客をとるなどしつつ、爪に火を灯す思いで子供たちを育ててきた。子供たちはそんな母に依存しながらも、母の酔客に対する媚態や惨めな迎合を幼い頃から垣間みて育ったためか、春子に対して冷酷かつ薄情で、内心軽蔑すらしている。清一にはやがて養子縁組の話が舞い込み、本人はまたとない人生の転機をつかもうと話をすすめていく。苦労して子供たちを育ててきた春子の心は穏やかではない。
清一は、両親の結婚が、春子の話と違って姉・歌子を妊娠したことによるできちゃった結婚だったことを知り衝撃を受けてしまったことも重なり、大学の寮を出て裕福な開業医夫婦の養子として暮らすようになっていた。
歌子は、一人暮らしで働きながら英語塾に通っていたが、英語塾を開く赤沢との関係を、赤沢の妻から疑われていた。投機に失敗した春子から電話で「お前の貯金を貸して欲しい」と金を無心され、曖昧に返事をした日、好きでもない赤沢に迫られるまま、春子に一言も残さず住居を引き払い駆け落ちした。
歌子がいなくなったことを知った春子は、前にも金を借りた、虫の好かない“旦那”の岩見が待つという湯河原温泉に向かうが列車を降りる決心がつかず、清一に相談しようと、そのまま彼が養父母と住む東京へと向かったが「お母さんなんか馬鹿だ、ふしだらだ」と罵られてしまう。しかし春子は「久しぶりに“お母さん”って言ってくれて嬉しいよ」と言い残し、清一の前から去る。子供たちに見捨てられた春子は熱海への帰路の途中、湯河原駅で降り、衝動的に反対側のホームに入ってきた列車に飛び込む。その夜、春子が勤めていた熱海の旅館の片隅には、それぞれ春子に何かと気にかけてもらっていた流しの艶歌師・達也と、そのギターの音色に耳を傾けながら涙ぐむ板前修業中の煮方・佐藤の二人が、「いい人だった」と春子を悼む姿があった。

## キャスト
- 井上春子：望月優子
- 艷歌師・達也：佐田啓二
- 佐藤：高橋貞二
- 井上歌子：桂木洋子
- 赤沢正之：上原謙
- 芸者・若丸：淡路恵子
- 赤沢霧子：高杉早苗
- 一造：日守新一
- 藤田：須賀不二男
- 井上清一：田浦正巳（俳優座）
- 闇屋風の男：多々良純
- 岩見：柳永二郎
- 一造の妻・すえ：北林谷栄（民藝）
- 小林十九二
- 水木涼子
- 草香田鶴子
- 竹田法一
- 一造の長男：草刈洋四郎
- 赤沢葉子：榎並啓子（劇団若草）
- 青木富夫
- 手代木國男
- 谷よしの